# Charamela
A charamela é um instrumento musical de sopro. Provavelmente originário da Eurásia, é construído em madeira, possui uma palheta (sopros).
Em português o termo charamela, de modo geral, define os aerofones de insuflação bocal direta com palheta dupla ou palheta simples.

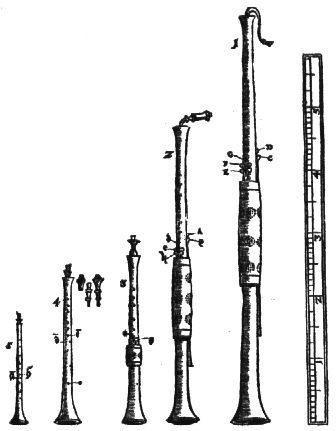
Charamela (Syntagma musicum)

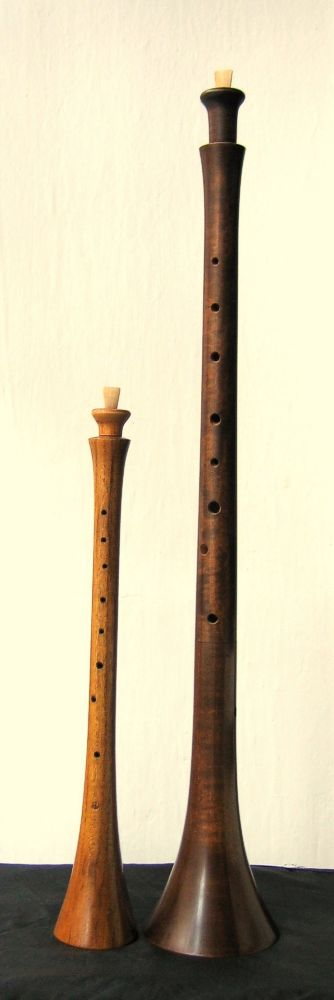
Charamelas renascentistas